# Terceiro Comando
Terceiro Comando er en brasiliansk kriminel organisation, grundlagt i 1990'erne. Det er en undergruppe af banden Comando Vermelho. Gruppen Terceiro Comendo Puro blev splittet fra Terceiro Comando i 2002.